# Otto Vermehren

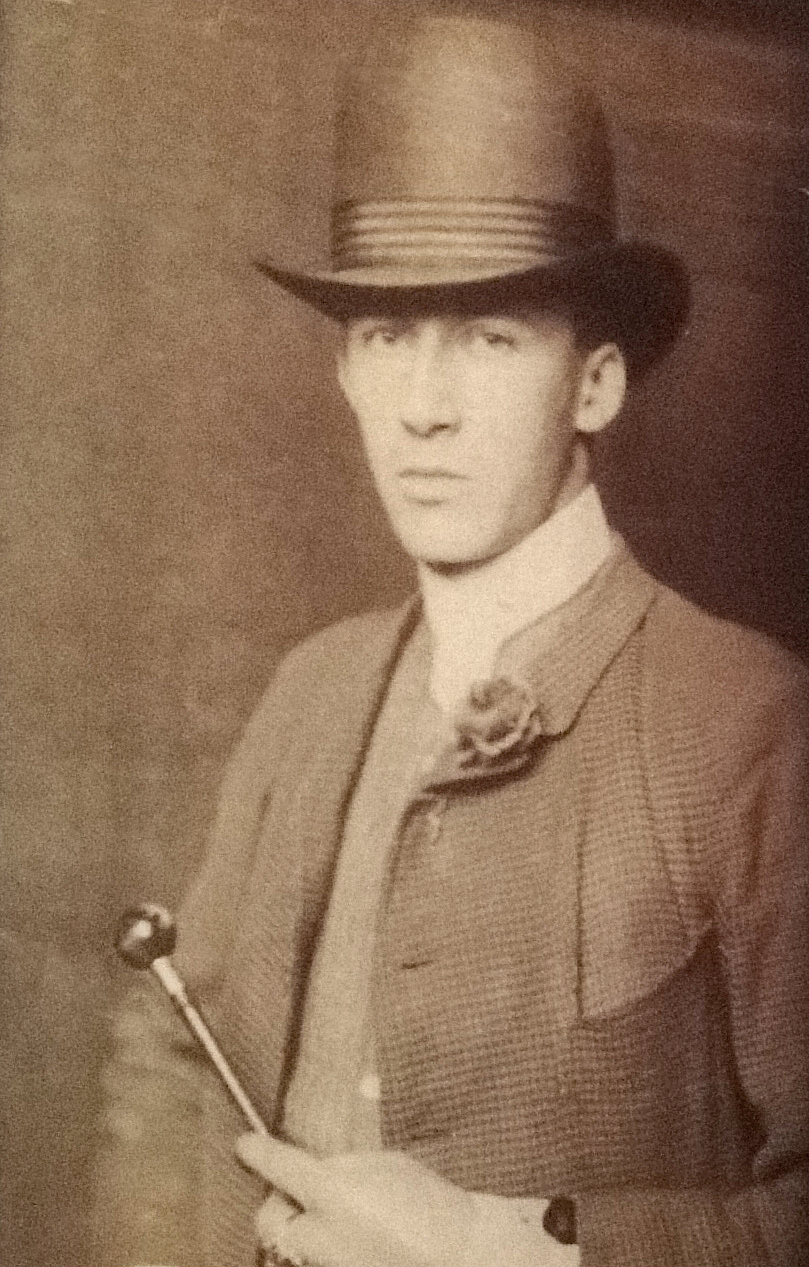
Otto Vermehren, um 1900

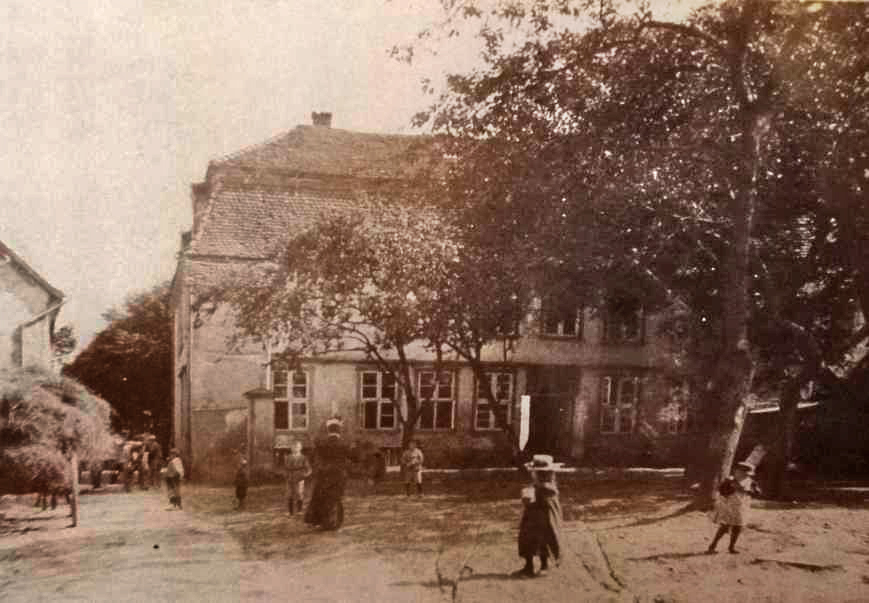
Wohnhaus der Familie Vermehren am Domplatz in Güstrow, um 1900

Otto Carl Wilhelm Hermann Vermehren (* 16. August 1861 in Güstrow; † 25. Oktober 1917 in Gehlsdorf) war ein deutscher Maler, Zeichner und Kopist. Er ist bekannt für seine zahlreichen Restaurierungsarbeiten und war der erste deutsche Leiter der Uffizien in Florenz. Sein Leben lang blieb er den Werken Alter Meister verbunden, ohne dass zeitgenössische Neuerungen wesentlichen Einfluss auf ihn hatten. Ein erheblicher Teil des Nachlasses ist seit 1980 im Besitz der Stadt Güstrow.

## Leben
Otto Vermehren wurde am 16. August 1861 als ein Sohn des Gymnasial-Oberlehrers (Franz) August (Wilhelm Martin) Vermehren (1817–1892) und dessen Frau Christiane (Ulrike Joachime), geb. Hennemann, in Güstrow geboren. Sein Großvater Hermann Vermehren (1792–1858) war in Güstrow Superintendent gewesen. Der Theologe Maximilian (Max) Vermehren (1863–1945), zunächst Rektor in Doberan, dann Pastor in Wustrow (Fischland) und Propst des Ribnitzer Zirkels, war sein Bruder.
1869 begann seine Güstrower Gymnasialzeit. Ab 1879 war Vermehren Hospitant an der Kunstschule Weimar, deren Schüler er später wurde. Am 21. Oktober 1880 immatrikulierte er sich an der Münchner Kunstakademie. Während der Studienzeit kam es zu ersten Italienaufenthalten.
Im Jahr 1887 heiratete Vermehren die Florentinerin Margherita Papini. Ein Jahr später wurde sein Sohn Augusto in Florenz geboren.
1890 trat Vermehren in eine von Alois Hauser gegründete Restauratorenschule ein, die zur Alten Pinakothek in München gehörte. Es folgten wechselnde Aufenthalte in München und Basel. Vermehren befasste sich vor allem mit der Restaurierung von Werken alter und neuer Meister. 1893 zog die Familie nach Basel. Im Jahr 1900 folgte ein weiterer Umzug nach Florenz. Vermehren wurde Direktor in den Restaurierungswerkstätten der Uffizien und damit der erste deutsche Künstler, dem dies gelang. Er war international anerkannt.
Im Jahr 1916 kehrte Vermehren an seinen Geburtsort Güstrow zurück. Am 25. Oktober starb er in Gehlsdorf (heute Ortsteil von Rostock) und wurde vier Tage später in Güstrow beigesetzt.

## Ausstellungen (Auswahl)
- Gemälde Dem Meere entrissen. in der 3. Internationalen Kunstausstellung im königlichen Glaspalast in München 1888.[3]
- Die Sammlung Otto Vermehren (1861–1917). 23. Oktober 2010 im Güstrower Stadtmuseum.[4]